# 9e régiment de hussards
Das 9e régiment de hussards war ein Kavallerieverband der französischen Armee, das während der Französischen Revolution aufgestellt wurde. Es existiert aktuell nicht.

## Aufstellung und signifikante Änderungen
- 2. September 1792: Aufstellung des Korps der Hussards de la Liberté
- 23. November 1792: Per königlichem Dekret wurde eine 2. Escadron Hussards de la Liberté aufgestellt.
- 25. März 1793: Die 2. Escadron wurde zur Aufstellung des 10e régiment de hussards herangezogen.
- 4. Juni 1794: Nachdem das königstreu gebliebene 4e régiment de hussards nahezu geschlossen den Dienst verlassen hatte und zur Armee der Emigranten übergetreten war, wurde die Nr. 4 frei. Die darüberstehenden rückten per Dekret der Nationalversammlung über die Schlachtordnung der Husarenregimenter eine Stelle nach vorn, so wurde das bisherige 10. zum 9e régiment de hussards.
- 12. Mai 1814: Nach der ersten Abdankung von Napoleon und der Umwandlung der kaiserlichen in eine königliche Armee wurden die verbliebenen Reste des 9e régiment de hussards in das Régiment des hussards du Berry (n° 6) eingegliedert.
- 1815: Während der Herrschaft der Hundert Tage wurde das Regiment nicht wieder aufgestellt.
- 27. September 1840: Per Dekret durch König Louis Philippe wurden aus Détachements des 1er régiment de hussards, 3e régiment de hussards, 4e régiment de hussards, 6e régiment de hussards und dem 9e régiment de chasseurs à cheval das 9e régiment de hussards wieder aufgestellt. Der Dolman war schwarz, was dem Regiment den Spitznamen Schwarze Husaren einbrachte, den es bis zum Zweiten Kaiserreich behalten sollte.
- 4. Mai 1856: Auflösung des 9e régiment de hussards
- 1871: Das Régiment des guides de la Garde impériale wurde in 9e régiment de hussards umbenannt.
- 1921: Auflösung in Chambéry
- 1944: kurzzeitige Wiederaufstellung
- 20. Mai 1956: Wiederaufstellung des 9e régiment de hussards in Sissonne zum Kampfeinsatz in Algerien (Provinz Oran)
- 1962: Garnison in Reims
- 1. Juni 1964: Auflösung des 9e régiment de hussards und Wiederaufstellung als 18e régiment de dragons (Reims)
- 1. Juli 1964: Wiederaufstellung des 9e régiment de hussards aus Teilen des 1er régiment de spahis algériens
- 1979: Auflösung in Sourdun

## Colonels/Chefs de brigade
Die Bezeichnung „Colonel“ wurde von 1721 bis 1730, von 1791 bis 1793 und ab 1803 geführt, von 1793 bis 1803 verwendete man in der französischen Armee die Bezeichnung Chef de brigade.
- 1792: Chef de brigade Jacques-Polycarpe Morgan
- 1794: Chef de brigade Thierry
- 1798: Chef de brigade Nicolas Ducheyron
- 1801: Chef de brigade Guyot
- 1805: Colonel Jean Baptiste Barbanègre
- 1806: Colonel Pierre Edmé Gautherin
- 1809: Colonel Pierre Edmé Gautherin
- 1809: Colonel Louis Charles Grégoire Maignet
- 1812: Colonel Louis Charles Grégoire Maignet
- 1840: Colonel François Eustache de Fulque d’Oraison
- 1848: Colonel Morin

Colonels nach 1871
- 1871: Colonel Friant
- 1875: Colonel de Gail
- 1884: Colonel Plessis
- 1889: Colonel Ozenne
- 1898: Colonel Devezeaux de Rancougne
- 1906: Colonel de Bremond d’Ars
- 1907: Colonel de Villeneuve-Bargemon
- 1912: Colonel Burette
- 1918: Colonel Bezard
- 1956: Colonel de Lizeray
- 1957: Colonel Delage de Luget
- 1959: Colonel de Chazelles
- 1961: Colonel Tartinville
- 1963: Colonel Abrial
- 1964: Colonel Poumarède
- 1965: Lieutenant-colonel Mazarguil
- 1967: Lieutenant-colonel de Royer
- 1970: Lieutenant-colonel Barazer de Lannurien
- 1971: Lieutenant-colonel Aigueperse
- 1972: Lieutenant-colonel Aigueperse, dann Lieutenant-colonel Huon de Kermadec
- 1975: Lieutenant-colonel Préaud
- 1977: Colonel Dupont de Dinechin

## Uniform während der Koalitionskriege
- Mützenbeutel der Flügelmütze: blau
- Kragen: blau
- Dolman: rot
- Pelz: blau
- Ärmelaufschläge: blau
- Tressen: gelb
- Hose: blau
- Verschnürung: gelb

Wegen des roten Dolmans wurden sie zu dieser Zeit „Rote Husaren“ genannt.

## Einsatzgeschichte

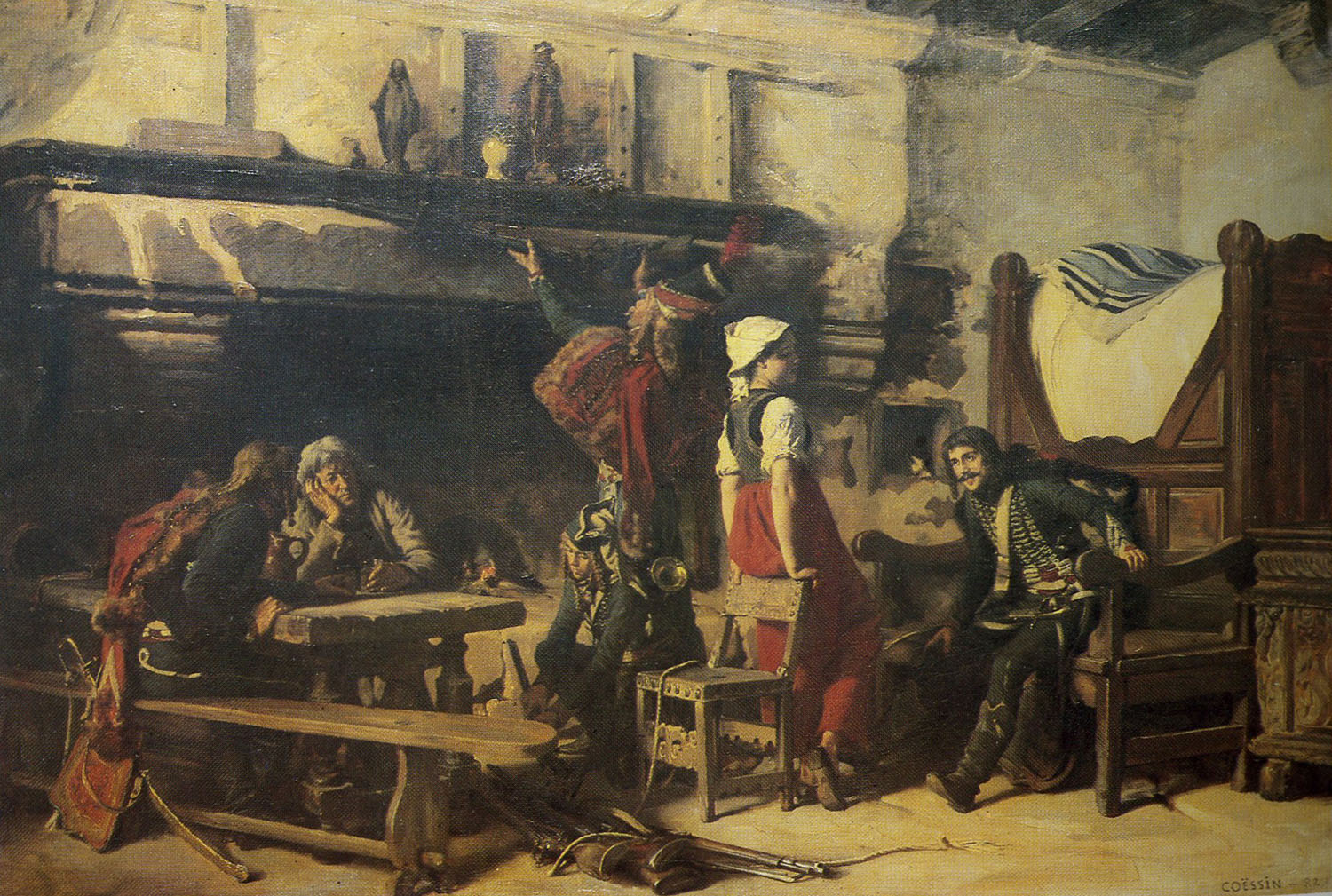
Die 9^{e} hussards in der Vendée

### Kriege der Revolution und des Kaiserreichs

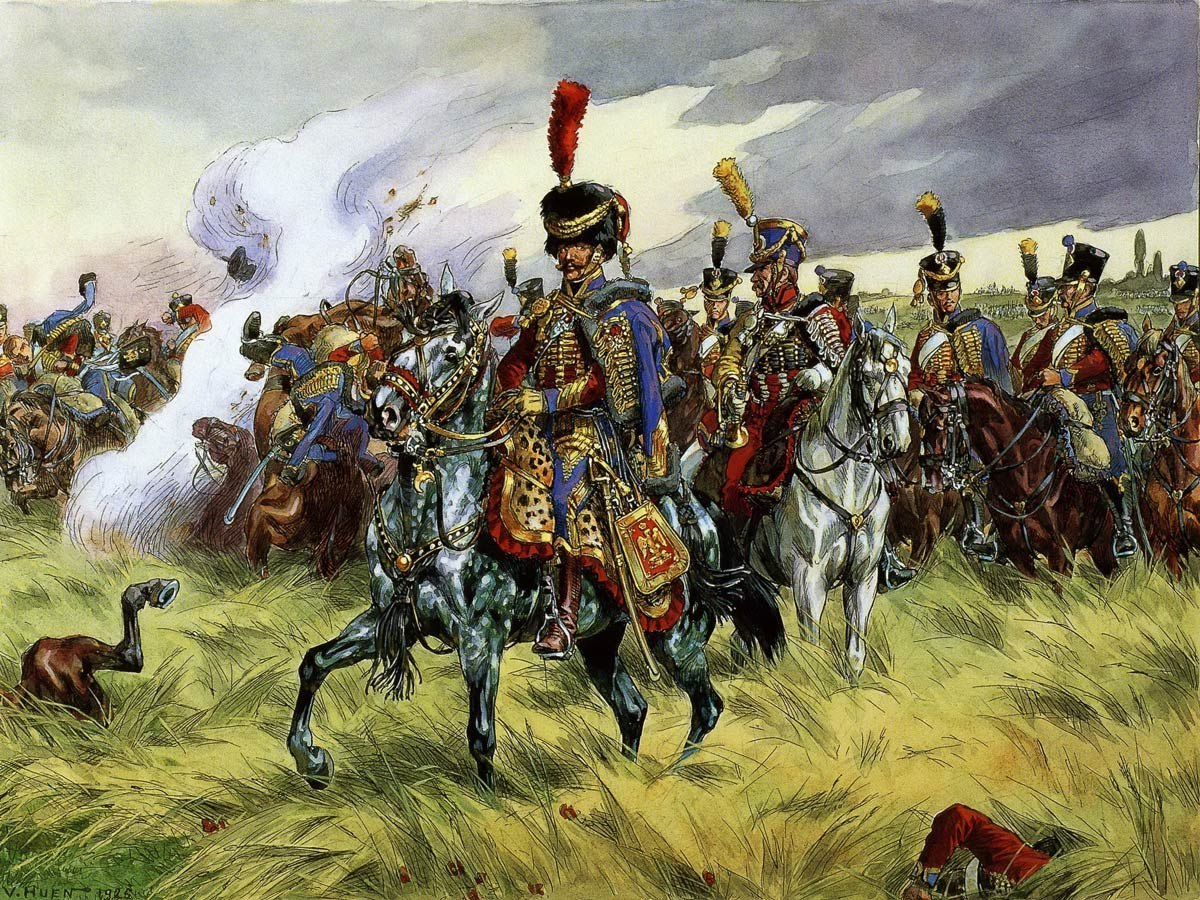
9^{e} hussards 1809

- 1794: Das Regiment wurde bei der Aufstellung noch in Frankreich der Armée du Nord zugeteilt.
- 1795: Einsatz zur Niederschlagung des Aufstandes der Vendée
- 1796 (An VI): Bei der Armée de Rhin-et-Moselle
- 1799: Zweite Schlacht bei Zürich
- 1800: Schlacht bei Hohenlinden
- 1805: Schlacht bei Austerlitz
- 1806: Feldzug in Preußen und Polen

Schlacht bei Jena und Auerstedt
Schlacht bei Pultusk
Schlacht bei Saalfeld
Gefecht bei Stettin
Schlacht bei Friedland
- 1809: Schlacht bei Eckmühl und Schlacht bei Wagram
- 1812: Russlandfeldzug 1812

Schlacht bei Borodino
- 1813: Schlacht bei Bautzen und Völkerschlacht bei Leipzig
- 1814: Feldzug in Frankreich

Schlacht bei Vauchamps
Schlacht bei Montmirail

### Zweites Kaiserreich
- Sardischer Krieg

1859: Das Regiment kämpfte mit Auszeichnung in der Schlacht bei Solferino.
- Deutsch-Französischer Krieg

1870: In der Schlacht bei Mars-la-Tour ritt das Regiment eine von Anfang an aussichtslose Attacke, ebenso eine weitere bei Ladonchamps.

### Erster Weltkrieg
Bei der Mobilmachung am 2. August 1914 war das Regiment in Chambéry stationiert, es gehörte zur 5. Kürassierbrigade zur Disposition des 14. Armeekorps und war wie folgt gegliedert:
- Kommandant: Colonel Burette
- 1. Escadron: Capitaine Grillon
- 2. Escadron: Capitaine de Sainte-Marie-d’Agneaux
- 3. Escadron: Capitaine Le Poullen
- 4. Escadron: Capitaine Braun
- 5. Escadron (Reserve): Capitaine Meyrieux
- 6. Escadron (Reserve): Capitaine de Rochas d’Aiglun

Es unterstand während der ganzen Kriegsdauer dem 14. Armeekorps und war 1915 in der Champagne, dann an der Maas, in der Schlacht um Verdun, in der Schlacht am Chemin des Dames eingesetzt und verlegte nach dem Einsatz am Fort de la Malmaison in das Elsass. Zum Ende der Zweiten Marneschlacht konnte es sich in den Verfolgungskämpfen auszeichnen. Dem Regiment wurden insgesamt 575 Auszeichnungen zuerkannt.
Nach dem Ende der Ersten Marneschlacht wurde es an der Somme zum Schutz einer Frontlücke zwischen dem 14. und dem 4. Armeekorps während des Wettlaufs zum Meer eingesetzt.

#### 1914
2. August 1914: Einteilung als Aufklärungsregiment für das 14. Armeekorps. Teilnahme an den Grenzschlachten in den Vogesen. Am 6. August Transport in die Region Arches-Bruyères und dort mit Verbindungsaufgaben zwischen dem 14. und 21. Armeekorps beauftragt. Die Escadrons wurden zur 27. und 28. Infanteriedivision abgestellt und wurden auf den Höhen der Vogesen und dann im Becken von Saint-Dié eingesetzt. Am 19. September wurde das Regiment zusammengezogen und per Bahntransport an die Somme, in die Region Beauvais, verlegt. Hier sollte Montdidier vom XXI. Deutschen Armeekorps zurückerobert werden. Am 21. Oktober wurde das 9e RH vom 14. Armeekorps zum 1. Kavalleriekorps abgestellt. Mit diesem nahm es von Oktober bis Dezember an den Operationen in Flandern teil. Zurück in Amiens, kämpften die Husaren bis August 1915 in den Operationen an der Somme.

#### 1915
Am 6. August erfolgte die Verlegung von der Somme zurück zum 14. Armeekorps in die Champagne zur bevorstehenden Herbstschlacht in der Champagne. Die zu Fuß kämpfenden Abteilungen erlitten empfindliche Verluste. Nach den Septemberkämpfen wurde das Regiment im Oktober nach Montbéliard verlegt.

#### 1916
Nach dem Beginn der Schlacht um Verdun wurden die Husaren in den Bereich Verdun kommandiert, wo sie am 29. Februar eintrafen und bis Dezember mit der Regulierung der Truppenbewegungen und der Sicherung der rückwärtigen Räume beauftragt waren. Die 5. und 6. Escadron wurden aufgelöst.

#### 1917
Am 28. Mai erfolgte ein erneuter Transport zum 14. Armeekorps an die Somme. Teilnahme an der  Schlacht an der Aisne mit der Einnahme der Ferme d’Hurtebise und Troyon. Nach einer kurzen Ruhezeit wurde das 9e RH vom 16. August bis zum 23. Oktober in der Schlacht bei Malmaison eingesetzt. Im November zog das Regiment von der Front ab und wurde in der Region von Villers-Cotterêts einquartiert.

#### 1918
Im Januar befand sich das Regiment mit dem 14. Armeekorps im Elsass in der Region Dannemarie. Die deutsche Großoffensive (Operation Michael) zwang dazu, das 14. AK wieder zur Somme zu verlegen. Das 9e RH kämpfte in der Schlacht bei Mons, am Kemmelberg bei Loker (Heuvelland) und dann westlich von Reims bei Bligny (Marne), Sarcy, Nanteuil-la-Fosse und Aubérive.
Das Ersatzdepot des Regiments befand sich während des ganzen Krieges im Quartier Saint-Ruthin in Chambéry.

### Zweiter Weltkrieg
Über die möglichen Einsätze während der nur kurzzeitigen Wiederaufstellung 1944 gibt es keine Angaben.

### Algerienkrieg
1956 erfolgte die erneute Wiederaufstellung zum Einsatz im Algerienkrieg. Kämpfe in der Provinz Oran und im Ouarsenis. Nach der Rückkehr 1962 wurde bis zur Auflösung 1979 Garnison in Coulommiers, Provins und Sourdun bezogen.

### Zusammensetzung 1979
- 1 Stabs- und Versorgungsescadron
- 4 Kampfescadrons
- Ausstattung mit Panhard EBR, Hotchkiss M201, Simca SUMB

## Standarte
In goldenen Lettern sind auf der Standarte die herausragenden Schlachten und Feldzüge aufgeführt, an denen das Regiment teilgenommen hat:

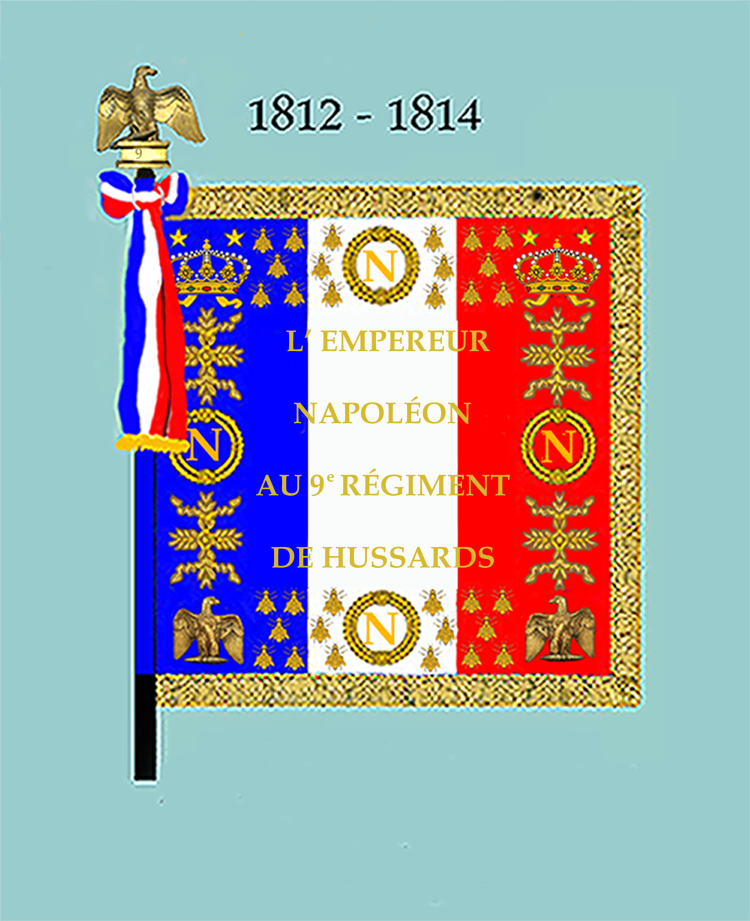
Modell von 1812 – Vorderseite
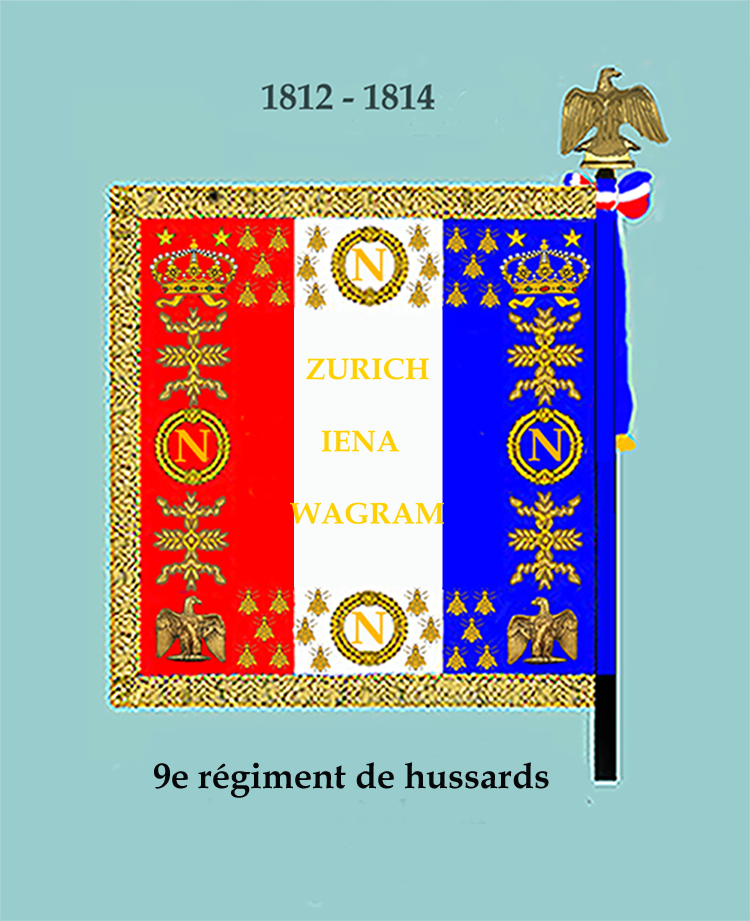
Modell von 1812 – Rückseite
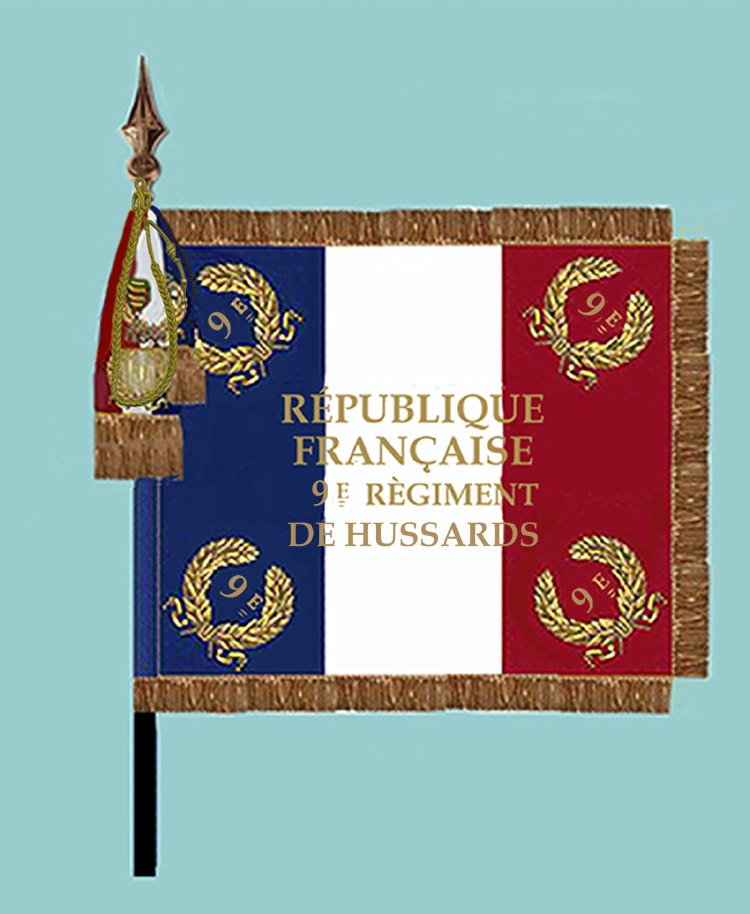
Modell von 1880 – Ausführung von 1964 – Vorderseite
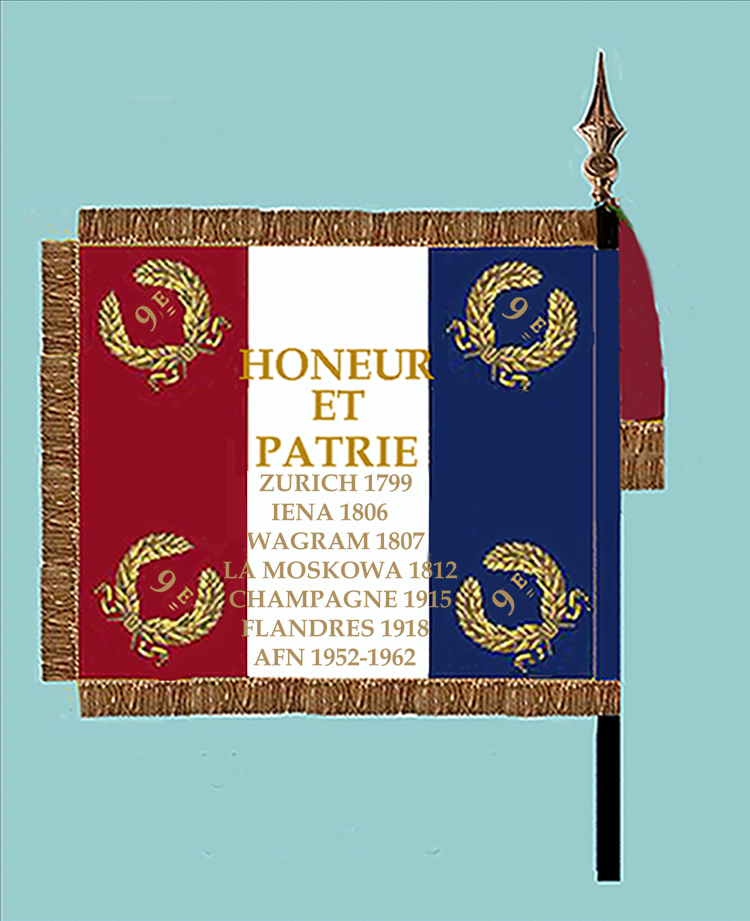
Modell von 1880 – Ausführung von 1964 – Rückseite

## Auszeichnungen
Das Regiment wurde mit dem Croix de guerre 1914/1918 mit vier Palmenzweigen für viermalige lobende Erwähnung im Armeebericht ausgezeichnet. Das Fahnenband ist mit der Fourragère der Médaille militaire dekoriert.
Für den Einsatz in der Schlacht bei Solferino wurde dem Regiment im Jahre 1906 die Goldmedaille der Stadt Mailand verliehen.

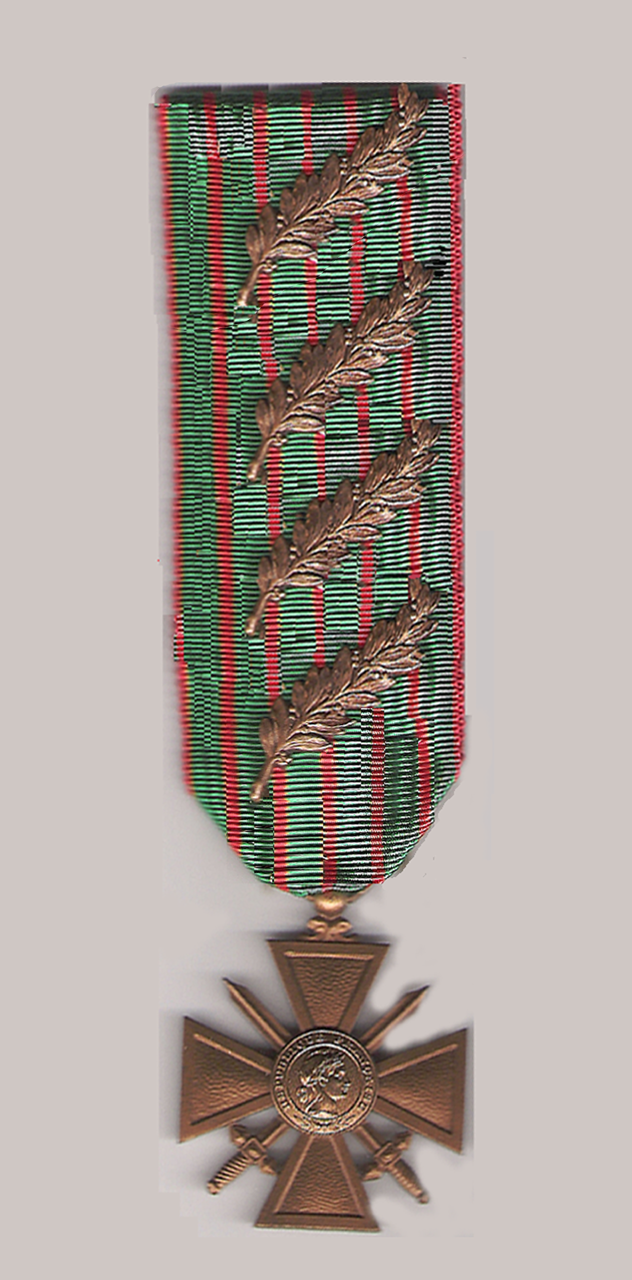
Croix de guerre mit vier Palmenzweigen
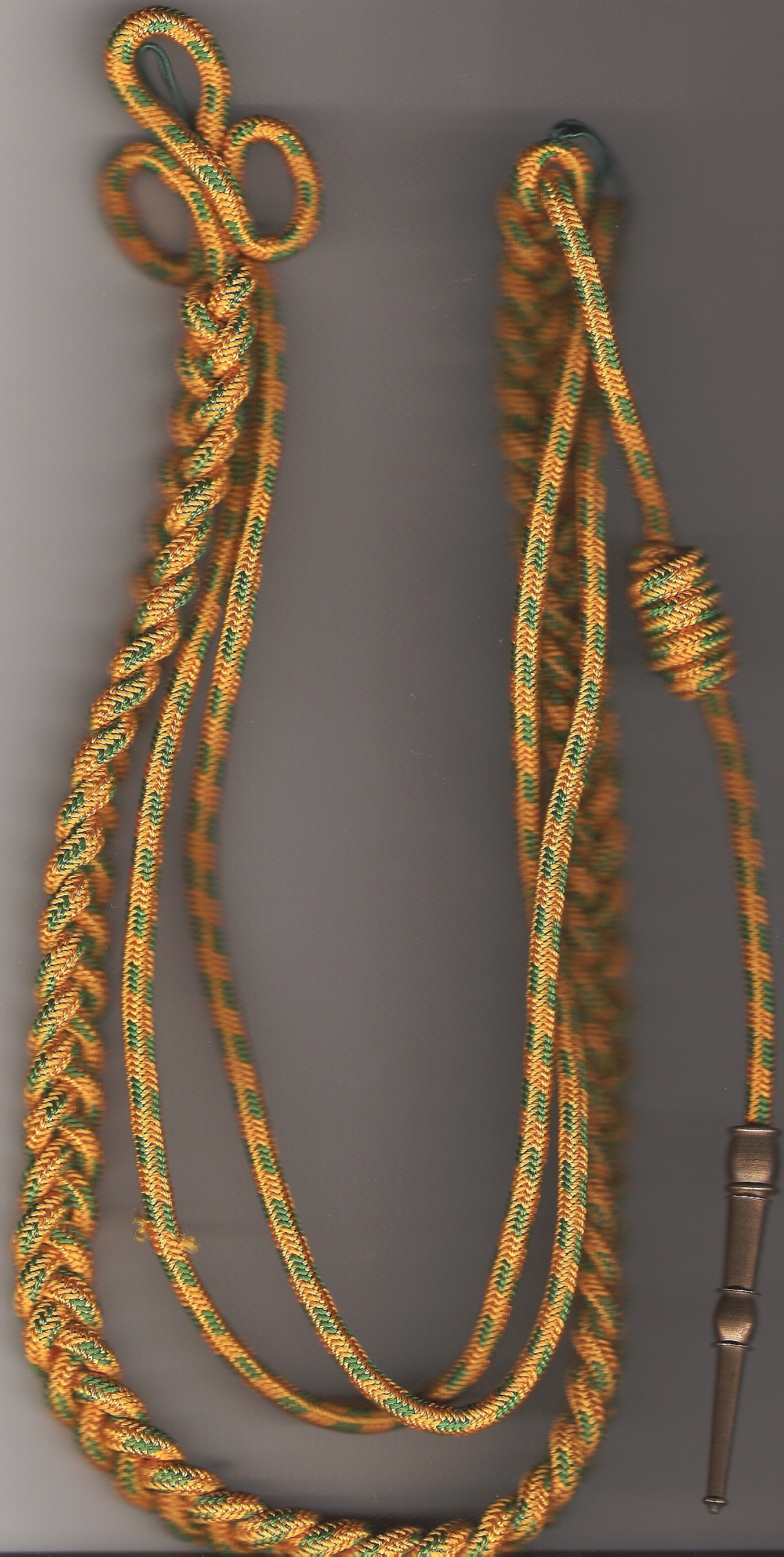
Fourragère der Médaille militaire
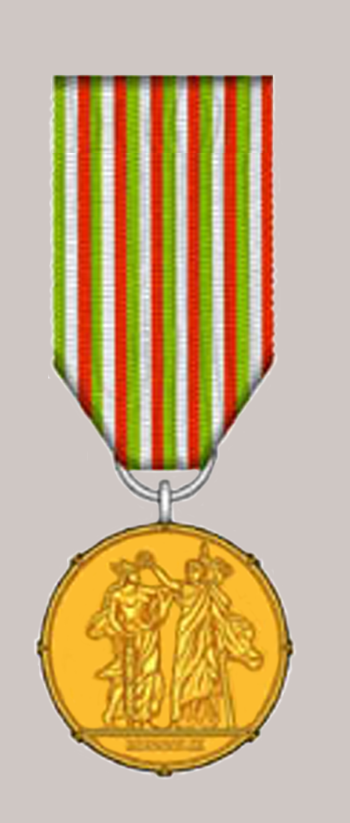
Goldmedaille der Stadt Mailand